# Sofía Espinosa
Sofía Espinosa Carrasco (22 de septiembre de 1989) conocida artísticamente como Sofía Espinosa es una actriz de teatro y cine, guionista y productora mexicana. Su primera participación en la pantalla grande fue con el protagónico de “Maty” en la película La Niña en la Piedra y fue nominada por La Academia Mexicana de Cinematografía al Premio Ariel como mejor actriz y 10 años después fue ganadora al Premio Ariel por su actuación en Gloria. Actualmente, Sofía y un colectivo, crearon la compañía de teatro “Conejo con Prisa” la cual ha producido las puestas en escena “Manzanas” y “Como Aprendí a Manejar”.

## Formación artística
A los 13 comienza su camino a la actuación en Argos Casa Azul, más adelante, tomó un seminario de Shakespeare en The Royal Academy of Dramatic Arts, en Londres. Continuó su viaje hacia la perfección histriónica en un Seminario de Teatro Físico en Stella Adler Studio en Nueva York y se preparó con estudios teatrales durante 2 años en Buenos Aires, Argentina. Complementó sus estudios en escuelas como Timbre 4 y El Kafka, con Guillermo Angelelli, entre otros.
En su regreso a México, cursa estudios de guion cinematográfico en el CCC (Centro de Capacitación Cinematográfica). En 2011, comienza como becaria del FONCA, siendo Joven Creador Escénico en Formación. También tomó un diplomado de dramaturgia en el Centro Cultural Helénico.

## Carrera
Su pasión por la actuación la han llevado a grandes proyectos en cine, teatro y televisión; en teatro, ha destacado en obras como Después del ensayo de Ingmar Bergman y dirigida por Mario Espinosa, Antes dirigida por Martha Mega, “Manzanas” producida por Conejo con Prisa y dirigida por Alberto Lomnitz, Sabor Amargo a cargo de Claudia Ríos, Los Constructores de Imperios, dirigida por Mario Espinosa y Ruleta Rusa por Max Zunino, entre otras. 
La incursión de Sofía en el cine mexicano ha plasmado un nuevo contexto, desde sus inicios en películas como La Niña en la Piedra y El Brassier de Emma ambas dirigidas por Maryse Sistach. Participó en la película Chamaco, The Kid en el papel de Paulina, dirigida por Miguel Necoechea y Te extraño a cargo de Fabián Hoffman.
En 2011 el filme Vete Más Lejos Alicia, dirigida por Elisa Miller, hizo a Sofía acreedora del premio a Mejor Actriz en el Festival de Cine de Guanajuato.  La cinta Asteroide fue grabada en 2014 y dirigida por Marcelo Tobar, en 2017 vuelve a compartir cámara con el actor Gabino Rodríguez en Los Crímenes de Mar del Norte, dirigida por José Buil. 
Su crecimiento como actriz la llevó a formar parte del elenco principal de Los Bañistas dirigida por Max Zunino para también compartir créditos como guionista y productora en este largometraje. En 2015 Espinosa es elegida para protagonizar la película Gloria, inspirada en la vida de la cantante Gloria Trevi, esta película dirigida por Christian Keller la posiciona como ganadora a Mejor Actriz con el Premio Ariel, al Premio Luminius como Actriz del Año y al premio Diosas de Plata por Mejor Actriz.
Continua su carrera en el mundo del cine con la cinta La Habitación dirigida por Alfonso (Poncho) Pineda y más adelante filma el largometraje titulado Bruma para también compartir créditos de guionista y productora además de su participación como actriz, esta cinta es dirigida por Max Zunino. En 2018 coprotagonizó junto a Juan Manuel Bernal La Gran Promesa del director Jorge Ramírez Suárez.
Su particular voz la incluyó en el doblaje mexicano de la película Coco de Pixar en el personaje de la mamá Luisa Rivera y participó en la cinta Apapacho, dirigida por Marquise Lepage.
Sofía ha actuado en varios cortometrajes entre ellos Ver llover, dirigido por Elisa Miller, ganador de la Palma de Oro en el Festival Internacional de Cannes.
Espinosa ha participado en exitosas producciones televisivas como Capadocia, Bienvenida Realidad, Las Aparicio, y Las 13 esposas de Wilson Fernández.
En el 2022, es seleccionada para interpretar el rol de Amelia Sosa en la serie de televisión Supertitlan para TV Azteca.

## Filmografía

### Películas
| Año  | Título                        | Papel             | Notas                    | Ref.  |
| ---- | ----------------------------- | ----------------- | ------------------------ | ----- |
| 2006 | Sea of Dreams                 | Girl in market    |                          | [ 3 ] |
| 2006 | La Vida Inmune                | Lidia             |                          | [ 3 ] |
| 2006 | Ver Llover                    | Sofía             | Short film               | [ 3 ] |
| 2006 | La niña en la piedra          | Mati              | Nominated – Ariel        | [ 4 ] |
| 2007 | El Brassier de Emma           | Emma              |                          | [ 5 ] |
| 2009 | The Kid: Chamaco              | Paulina           |                          | [ 4 ] |
| 2010 | I Miss You                    | Alejandra         |                          | [ 4 ] |
| 2010 | Vete Más Lejos, Alicia        | Alicia            |                          | [ 5 ] |
| 2014 | Asteroide                     | Elda Careaga      |                          | [ 5 ] |
| 2014 | Los Bañistas                  | Flavia Rivera     |                          | [ 4 ] |
| 2014 | Gloria                        | Gloria Trevi      | - Ariel - Diosa de Plata | [ 4 ] |
| 2016 | Bruma                         | Martina           |                          | [ 5 ] |
| 2016 | La Habitación                 | Clara             |                          | [ 5 ] |
| 2017 | Los Crímenes de Mar del Norte | Graciela Arias    |                          | [ 5 ] |
| 2017 | La Gran Promesa               |                   |                          |       |
| 2017 | Coco                          | Mamá Luisa Rivera | Voice role               |       |
| 2021 | El amarre                     | Julieta           | [ 6 ]                    |       |

### Series
| Año  | Título                             | Papel          | Productora   |
| 2008 | Capadocia                          | Paty           | Argos        |
| 2010 | Las Aparicio                       | Renata Ramos   | Argos        |
| 2011 | Bienvenida Realidad                | Vanessa Torres | Argos        |
| 2016 | Hasta que Te Conocí                | Lola Beltrán   | Disney Media |
| 2017 | Las 13 Esposas de Wilson Fernandez | Esposa         | Televisa     |
| 2022 | Supertitlán                        | Amelia "Amy"   | TV Azteca    |
| 2024 | Mujeres asesinas                   | Magdalena      | Vix          |

### Premios y nominaciones
| Año  | Premio13                       | Categoría      | Producción             | Resultado |
| 2007 | Premio Ariel                   | Mejor Actriz   | La Niña en la Piedra   | Nominada  |
| 2011 | Festival de Cine de Guanajuato | Mejor Actriz   | Vete más lejos, Alicia | Ganadora  |
| 2015 | Diosas de Plata                | Mejor Actriz   | Gloria                 | Ganadora  |
| 2015 | Premio Ariel                   | Mejor Actriz   | Gloria                 | Ganadora  |
| 2016 | Premio Luminius                | Actriz del Año | Gloria                 | Ganadora  |